# Kleinendorf
Kleinendorf ist ein Stadtteil der Stadt Rahden im Kreis Minden-Lübbecke in Nordrhein-Westfalen.

## Lage / Einrichtungen
Das Gebiet umfasst das nordwestliche Stadtgebiet von Rahden und die angrenzenden Streusiedlungen.
Ortsmittelpunkt der historische Glockenturm. Er wurde durch den Heimatverein restauriert und unweit seines ursprünglichen Standortes auf dem Bauerbrink wieder aufgebaut.
Jährlich fand an der Burgruine das Burgfestival statt, das eine Bühne für Rockbands aller Art darstellte.
In unmittelbarer Nähe zur Burgruine befindet sich auf einer Fläche von 3 ha das Freilichtmuseum Museumshof Rahden.
Durch das Gebiet und westlich an Rahden vorbei verlaufen die Bundesstraße 239 und die Große Aue.

## Geschichte
Die Bauerschaft Kleinendorf gehörte bis zur Franzosenzeit zur Vogtei Rahden im Amt Rahden des Fürstentums Minden.  Von 1807 bis 1810 gehörte der Ort zum Kanton Rahden des napoleonischen Satellitenstaats Königreich Westphalen. Von 1811 bis 1813 gehörte Kleinendorf unmittelbar zu Frankreich und dort zur Mairie Rahden im Arrondissement Minden des Departements der Oberen Ems. 1816 kam der Ort zum neuen Kreis Rahden, aus dem 1832 der Kreis Lübbecke wurde. Bis zum 31. Dezember 1972 bildete Kleinendorf eine Gemeinde im Amt Rahden des Kreises Lübbecke. Am 1. Januar 1973 wurde Kleinendorf in die Stadt Rahden eingegliedert.

## Vereine
Zu einem der größten Vereine Kleinendorfs gehört der Schützenverein Kleinendorf 1926 e.V. Der Verein beherbergt die Sportschützen, die Traditionsschützen aber auch zwei durchaus erfolgreiche Musikzüge, die sich weit über die Grenzen Kleinendorfs einen Namen gemacht haben.
Neben dem Spielmannszug mit seiner Jugendarbeit existiert noch das Falcon Regiment, das drei Jahre nach seiner Gründung im September 2005 die Landesmeisterschaft im Vergleich der Brass-Bands, im Jahr darauf die deutsche Vize-Meisterschaft mit Percussion, erreichen konnte.